# Napplach
Napplach ist ein Dorf im Mölltal und Teil der Katastralgemeinde Penk, die zur Gemeinde Reißeck im Bezirk Spittal an der Drau in Kärnten gehört. Die Ortschaft Napplach hat 232 Einwohner (Stand: 1. Jänner 2024).

## Geographie
Der Ort Napplach liegt etwa 25 Kilometer nordwestlich von Spittal an der Drau und dem Millstätter See, auf 613 m ü. A. rechts (südlich) der Möll durchflossen vom Teuchlbach am Fuße der Kreuzeckgruppe.

## Geschichte
Der Danielsberg, unmittelbar oberhalb des Ortes, war schon in der Steinzeit besiedelt und später eine keltische Kultstätte.
Jahrhundertelang existierten in Napplach Hammerwerke, Hammerschmieden und Köhlereien, die das Eisen aus der Teuchl verarbeiteten. Noch im 19. Jahrhundert gab es ein großes Hammerwerk, mit bis zu vier Zerrennfeuern, das mit von den örtlichen Bauern produzierter Holzkohle betrieben wurde.
1901 bis 1960 bot eine Holzstoff- und Pappefabrik Arbeitsplätze für die örtliche Bevölkerung.
2008 kam es bei einer Tauffeier zu einer Schießerei, als ein 37-jähriger gebürtiger Rumäne durch die geschlossene Tür des Feuerwehrhauses schoss und eine Frau tötete.

## Verkehr

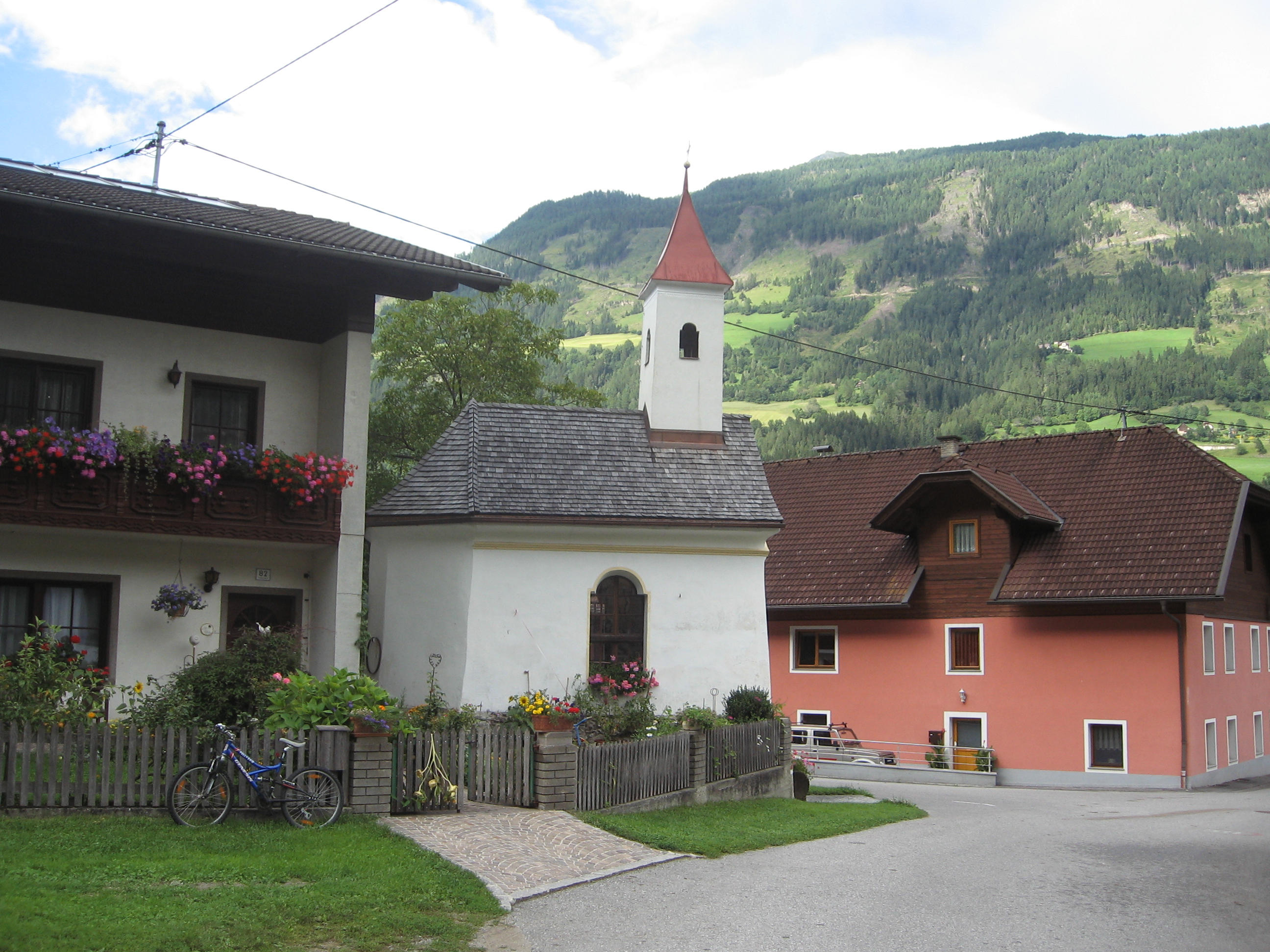
Ortszentrum mit Marienkapelle

Von Napplach aus kann der Danielsberg und der Ort Teuchl erreicht werden. Es gibt eine Bushaltestelle, in Penk einen Bahnhof der Tauernbahn.

## Sehenswürdigkeiten
Die Marienkapelle wurde 1847–1855 errichtet und 1997 renoviert.

## Persönlichkeiten
- Hans Kerstnig (1914–1984), Politiker (SPÖ)